# Ruisseau de Barsanges
Le ruisseau de Barsanges est un ruisseau français du département de la Corrèze, affluent en rive gauche de l'Ars et sous-affluent de la Vézère.

## Géographie
Selon le Service d'administration nationale des données et référentiels sur l'eau (Sandre), le ruisseau de Barsanges est connu comme un seul cours d'eau qui prend d'abord naissance sous ce nom à plus de 880 mètres d'altitude, sur la commune de Pérols-sur-Vézère, à proximité de la forêt domaniale de Larfeuil, au sud-sud-est du puy de Chante-grolle. 
Dans sa partie terminale, il prend le nom de ruisseau de Pérols et contourne le village de Pérols-sur-Vézère par le sud. Il rejoint l'Ars en rive gauche, à 740 mètres d'altitude, en bordure de la route départementale 979E1.
L'ensemble ruisseau de Barsanges et ruisseau de Pérols mesure 12,1 kilomètres de long. La totalité de son parcours s'effectue sur le territoire de la commune de Pérols-sur-Vézère, donc du parc naturel régional de Millevaches en Limousin.

### Affluents
Le ruisseau de Barsanges possède huit petits affluents répertoriés par le Sandre, dont le plus long avec 2,5 km, est le ruisseau d'Orluguet.

## Monuments ou sites remarquables à proximité
- L'église (ou la chapelle) Saint-Léonard de Barsanges des XIIe et XIVe siècles est inscrite au titre des monuments historiques[5],[6].